# Gut Langelage
Das Gut Langelage ist ein wahrscheinlich aus einer Burg heraus entstandenes Rittergut westlich der Gemeinde Bohmte im Landkreis Osnabrück in Niedersachsen.

## Geschichte
Zu der nur auf alten Karten erkennbaren Turmhügelburg im Bereich des Guts Langelage existiert keine Schriftliche Überlieferung. Das Gut ist aus einem zum Schloss Arenshorst gehörenden Hof hervorgegangen. 1388 war es im Besitz der Familie von Bar. Nach zahlreichen Besitzerwechseln kam der Herrensitz 1884 wieder in deren Hände und blieb es bis heute.
Das alte Herrenhaus des Gutes stammt aus dem 16. Jahrhundert. 1724 wurde 100 m östlich ein weiteres Herrenhaus mit dazugehöriger Orangerie errichtet. 1936 sind die Nebengebäude durch einen modernen Baukomplex ersetzt worden.

## Beschreibung

Plan von Haus Langelage 1805, links der vermutliche Mottenhügel

Auf einem Lageplan des Gutes Langelage aus dem Jahr 1805 ist westlich des Herrensitzes ein Hügel von ca. 160 m Durchmesser mit einem runden Plateau von ungefähr 50 m Durchmesser eingezeichnet. Dies entspricht dem Erscheinungsbild einer großen Motte. Das östlich von ihr gelegene Herrenhaus liegt auf einer umgräfteten, ungefähr quadratischen Insel. Der in die Gräfte fließende Bach umfließt den Mottenhügel, der somit wohl ursprünglich von einem Wassergraben umgeben war. Wahrscheinlich stellt das heutige Gut die ursprüngliche Vorburg der Motte dar.
Das Herrenhaus des 16. Jahrhunderts des Gutes Langelage besteht aus einem zweistöckigen, verputzten Fachwerkgebäude mit Glockentürmchen. Der 100 m östlich gelegene, zweite Herrensitz aus dem Jahr 1724 hat die Form eines langgestreckten, zweigeschossigen Bruchsteinbaus mit doppelläufiger Freitreppe.